# IBU-Cup 2019/20
Der IBU-Cup 2019/20 wurde zwischen dem 25. November 2019 und dem 6. März 2020 ausgetragen. Die Wettkämpfe waren international besetzt und nach dem Biathlon-Weltcup 2019/20 die zweithöchste Wettkampfserie im Biathlon.
Titelverteidiger der Gesamtwertung waren die russischen Athleten Anton Babikow und Wiktorija Sliwko.
Höhepunkt der Saison waren die Biathlon-Europameisterschaften im belarussischen Minsk-Raubitschy. Diese Wettkämpfe flossen auch in die Wertungen des IBU-Cups mit ein.

## Austragungsorte
|  |

|  |

|  |

| Sjusjøen |

| Osrblie |

| Minsk |

|  |

|  |

|  |

| Sjusjøen |

| Osrblie |

| Minsk |

| Ridnaun |

| Martell |

| Obertilliach |

| Ridnaun |

| Martell |

| Obertilliach |

## Wettkampfkalender
| Datum                                | Ort                | Wettkämpfe                                                          |
| ------------------------------------ | ------------------ | ------------------------------------------------------------------- |
| 25. November – 1. Dezember 2019      | Sjusjøen           | Sprint, Sprint, Verfolgung                                          |
| 9.–15. Dezember 2019                 | Ridnaun            | Supersprint, Sprint, Massenstart                                    |
| 16.–21. Dezember 2019                | Obertilliach       | Kurzes Einzel, Sprint, Single-Mixed-Staffel, Mixedstaffel 1         |
| 6.–12. Januar 2020                   | Osrblie            | Kurzes Einzel, Sprint                                               |
| 13.–18. Januar 2020                  | Osrblie 2          | Single-Mixed-Staffel, Mixedstaffel, Sprint, Verfolgung              |
| 3.–9. Februar 2020                   | Martell 3          | Sprint, Massenstart                                                 |
| 10.–16. Februar 2020                 | Martell            | Supersprint, Sprint, Verfolgung                                     |
| 24. Februar – 1. März 2020 (EM 2020) | Minsk-Raubitschy 4 | Supersprint, Single-Mixed-Staffel, Mixedstaffel, Sprint, Verfolgung |
| 2.–6. März 2020                      | Minsk-Raubitschy   | Sprint 5, Sprint, Massenstart                                       |

## Frauen
| 1. IBU-Cup in Sjusjøen, 25. November – 1. Dezember 2019 | 1. IBU-Cup in Sjusjøen, 25. November – 1. Dezember 2019 | 1. IBU-Cup in Sjusjøen, 25. November – 1. Dezember 2019 | 1. IBU-Cup in Sjusjøen, 25. November – 1. Dezember 2019 | 1. IBU-Cup in Sjusjøen, 25. November – 1. Dezember 2019 |
| ------------------------------------------------------- | ------------------------------------------------------- | ------------------------------------------------------- | ------------------------------------------------------- | ------------------------------------------------------- |
| Datum                                                   | Disziplin                                               | Erster Platz                                            | Zweiter Platz                                           | Dritter Platz                                           |
| 28. November 2019 (Do.)                                 | Sprint (7,5 km)                                         | Karoline Erdal                                          | Kelsey Dickinson                                        | Maren Hammerschmidt                                     |
| 30. November 2019 (Sa.)                                 | Sprint (7,5 km)                                         | Irina Starych                                           | Olena Pidhruschna                                       | Jekaterina Glasyrina                                    |
| 1. Dezember 2019 (So.)                                  | Verfolgung (10 km)                                      | Elisabeth Högberg                                       | Irina Starych                                           | Jekaterina Glasyrina                                    |

| 2. IBU-Cup in Ridnaun, 9.–15. Dezember 2019 | 2. IBU-Cup in Ridnaun, 9.–15. Dezember 2019 | 2. IBU-Cup in Ridnaun, 9.–15. Dezember 2019 | 2. IBU-Cup in Ridnaun, 9.–15. Dezember 2019 | 2. IBU-Cup in Ridnaun, 9.–15. Dezember 2019 |
| ------------------------------------------- | ------------------------------------------- | ------------------------------------------- | ------------------------------------------- | ------------------------------------------- |
| Datum                                       | Disziplin                                   | Erster Platz                                | Zweiter Platz                               | Dritter Platz                               |
| 12. Dezember 2019 (Do.)                     | Supersprint (5 km)                          | Ingela Andersson                            | Anastassija Merkuschyna                     | Lou Jeanmonnot                              |
| 14. Dezember 2019 (Sa.)                     | Sprint (7,5 km)                             | Johanna Skottheim                           | Irina Starych                               | Anastassija Porschnewa                      |
| 15. Dezember 2019 (So.)                     | Massenstart 60 (12 km)                      | Anastassija Porschnewa                      | Jekaterina Glasyrina                        | Alexia Runggaldier                          |

| 3. IBU-Cup in Obertilliach, 16.–21. Dezember 2019 | 3. IBU-Cup in Obertilliach, 16.–21. Dezember 2019 | 3. IBU-Cup in Obertilliach, 16.–21. Dezember 2019 | 3. IBU-Cup in Obertilliach, 16.–21. Dezember 2019 | 3. IBU-Cup in Obertilliach, 16.–21. Dezember 2019 |
| ------------------------------------------------- | ------------------------------------------------- | ------------------------------------------------- | ------------------------------------------------- | ------------------------------------------------- |
| Datum                                             | Disziplin                                         | Erster Platz                                      | Zweiter Platz                                     | Dritter Platz                                     |
| 18. Dezember 2019 (Mi.)                           | Kurzes Einzel (12,5 km)                           | Stefanie Scherer                                  | Anastassija Merkuschyna                           | Anna Weidel                                       |
| 20. Dezember 2019 (Fr.)                           | Sprint (7,5 km)                                   | Johanna Skottheim                                 | Anna Magnusson                                    | Anastassija Merkuschyna                           |

| 4. IBU-Cup in Osrblie, 6.–12. Januar 2020 | 4. IBU-Cup in Osrblie, 6.–12. Januar 2020 | 4. IBU-Cup in Osrblie, 6.–12. Januar 2020 | 4. IBU-Cup in Osrblie, 6.–12. Januar 2020 | 4. IBU-Cup in Osrblie, 6.–12. Januar 2020 |
| ----------------------------------------- | ----------------------------------------- | ----------------------------------------- | ----------------------------------------- | ----------------------------------------- |
| Datum                                     | Disziplin                                 | Erster Platz                              | Zweiter Platz                             | Dritter Platz                             |
| 10. Januar 2020 (Fr.)                     | Kurzes Einzel (12,5 km)                   | Jekaterina Glasyrina                      | Jewgenija Pawlowa                         | Alexia Runggaldier                        |
| 12. Januar 2020 (So.)                     | Sprint (7,5 km)                           | Jewgenija Pawlowa                         | Irene Cadurisch                           | Vanessa Voigt                             |

| 5. IBU-Cup in Osrblie, 13.–18. Januar 2020 | 5. IBU-Cup in Osrblie, 13.–18. Januar 2020 | 5. IBU-Cup in Osrblie, 13.–18. Januar 2020 | 5. IBU-Cup in Osrblie, 13.–18. Januar 2020 | 5. IBU-Cup in Osrblie, 13.–18. Januar 2020 |
| ------------------------------------------ | ------------------------------------------ | ------------------------------------------ | ------------------------------------------ | ------------------------------------------ |
| Datum                                      | Disziplin                                  | Erster Platz                               | Zweiter Platz                              | Dritter Platz                              |
| 17. Januar 2020 (Fr.)                      | Sprint (7,5 km)                            | Karoline Erdal                             | Wiktorija Sliwko                           | Jekaterina Glasyrina                       |
| 18. Januar 2020 (Sa.)                      | Verfolgung (10 km)                         | Elisabeth Högberg                          | Anastassija Porschnewa                     | Franziska Hildebrand                       |

| 6. IBU-Cup in Martell, 3.–9. Februar 2020 | 6. IBU-Cup in Martell, 3.–9. Februar 2020 | 6. IBU-Cup in Martell, 3.–9. Februar 2020 | 6. IBU-Cup in Martell, 3.–9. Februar 2020 | 6. IBU-Cup in Martell, 3.–9. Februar 2020 |
| ----------------------------------------- | ----------------------------------------- | ----------------------------------------- | ----------------------------------------- | ----------------------------------------- |
| Datum                                     | Disziplin                                 | Erster Platz                              | Zweiter Platz                             | Dritter Platz                             |
| 8. Februar 2020 (Sa.)                     | Sprint (7,5 km)                           | Uljana Kaischewa                          | Franziska Hildebrand                      | Wiktorija Sliwko                          |
| 9. Februar 2020 (So.)                     | Massenstart 60 (12 km)                    | Ida Lien                                  | Franziska Hildebrand                      | Julija Schurawok                          |

| 7. IBU-Cup in Martell, 10.–16. Februar 2020 | 7. IBU-Cup in Martell, 10.–16. Februar 2020 | 7. IBU-Cup in Martell, 10.–16. Februar 2020 | 7. IBU-Cup in Martell, 10.–16. Februar 2020 | 7. IBU-Cup in Martell, 10.–16. Februar 2020 |
| ------------------------------------------- | ------------------------------------------- | ------------------------------------------- | ------------------------------------------- | ------------------------------------------- |
| Datum                                       | Disziplin                                   | Erster Platz                                | Zweiter Platz                               | Dritter Platz                               |
| 13. Februar 2020 (Do.)                      | Supersprint (5 km)                          | Ingela Andersson                            | Jewgenija Pawlowa                           | Amy Baserga                                 |
| 15. Februar 2020 (Sa.)                      | Sprint (7,5 km)                             | Elisabeth Högberg                           | Synnøve Solemdal                            | Julija Schurawok                            |
| 16. Februar 2020 (So.)                      | Verfolgung (10 km)                          | Elisabeth Högberg                           | Jewgenija Pawlowa                           | Uljana Kaischewa                            |

| Europameisterschaften in Minsk-Raubitschy, 24. Februar – 1. März 2020 | Europameisterschaften in Minsk-Raubitschy, 24. Februar – 1. März 2020 | Europameisterschaften in Minsk-Raubitschy, 24. Februar – 1. März 2020 | Europameisterschaften in Minsk-Raubitschy, 24. Februar – 1. März 2020 | Europameisterschaften in Minsk-Raubitschy, 24. Februar – 1. März 2020 |
| --------------------------------------------------------------------- | --------------------------------------------------------------------- | --------------------------------------------------------------------- | --------------------------------------------------------------------- | --------------------------------------------------------------------- |
| Datum                                                                 | Disziplin                                                             | Erster Platz                                                          | Zweiter Platz                                                         | Dritter Platz                                                         |
| 26. Februar 2020 (Mi.)                                                | Supersprint (5 km)                                                    | Jewgenija Pawlowa                                                     | Olena Pidhruschna                                                     | Chloé Chevalier                                                       |
| 29. Februar 2020 (Sa.)                                                | Sprint (7,5 km)                                                       | Elisabeth Högberg                                                     | Ida Lien                                                              | Iryna Kryuko                                                          |
| 1. März 2020 (So.)                                                    | Verfolgung (10 km)                                                    | Jelena Krutschinkina                                                  | Kristina Reszowa                                                      | Elisabeth Högberg                                                     |

| 8. IBU-Cup in Minsk-Raubitschy, 2.–6. März 2020 | 8. IBU-Cup in Minsk-Raubitschy, 2.–6. März 2020 | 8. IBU-Cup in Minsk-Raubitschy, 2.–6. März 2020 | 8. IBU-Cup in Minsk-Raubitschy, 2.–6. März 2020 | 8. IBU-Cup in Minsk-Raubitschy, 2.–6. März 2020 |
| ----------------------------------------------- | ----------------------------------------------- | ----------------------------------------------- | ----------------------------------------------- | ----------------------------------------------- |
| Datum                                           | Disziplin                                       | Erster Platz                                    | Zweiter Platz                                   | Dritter Platz                                   |
| 4. März 2020 (Mi.)                              | Sprint (7,5 km)                                 | Elisabeth Högberg                               | Stefanie Scherer                                | Åsne Skrede                                     |
| 5. März 2020 (Do.)                              | Sprint (7,5 km)                                 | Ingela Andersson                                | Caroline Colombo                                | Jekaterina Glasyrina                            |
| 6. März 2020 (Fr.)                              | Massenstart 60 (12 km)                          | Stefanie Scherer                                | Wiktorija Sliwko                                | Caroline Colombo                                |

## Männer
| 1. IBU-Cup in Sjusjøen, 25. November – 1. Dezember 2019 | 1. IBU-Cup in Sjusjøen, 25. November – 1. Dezember 2019 | 1. IBU-Cup in Sjusjøen, 25. November – 1. Dezember 2019 | 1. IBU-Cup in Sjusjøen, 25. November – 1. Dezember 2019 | 1. IBU-Cup in Sjusjøen, 25. November – 1. Dezember 2019 |
| ------------------------------------------------------- | ------------------------------------------------------- | ------------------------------------------------------- | ------------------------------------------------------- | ------------------------------------------------------- |
| Datum                                                   | Disziplin                                               | Erster Platz                                            | Zweiter Platz                                           | Dritter Platz                                           |
| 28. November 2019 (Do.)                                 | Sprint (10 km)                                          | Lucas Fratzscher                                        | Harald Lemmerer                                         | Aleksander Fjeld Andersen                               |
| 30. November 2019 (Sa.)                                 | Sprint (10 km)                                          | Fredrik Gjesbakk                                        | Sindre Pettersen                                        | Lucas Fratzscher                                        |
| 1. Dezember 2019 (So.)                                  | Verfolgung (12,5 km)                                    | Philipp Nawrath                                         | Fredrik Gjesbakk                                        | Lucas Fratzscher                                        |

| 2. IBU-Cup in Ridnaun, 9.–15. Dezember 2019 | 2. IBU-Cup in Ridnaun, 9.–15. Dezember 2019 | 2. IBU-Cup in Ridnaun, 9.–15. Dezember 2019 | 2. IBU-Cup in Ridnaun, 9.–15. Dezember 2019 | 2. IBU-Cup in Ridnaun, 9.–15. Dezember 2019 |
| ------------------------------------------- | ------------------------------------------- | ------------------------------------------- | ------------------------------------------- | ------------------------------------------- |
| Datum                                       | Disziplin                                   | Erster Platz                                | Zweiter Platz                               | Dritter Platz                               |
| 12. Dezember 2019 (Do.)                     | Supersprint (5 km)                          | Lars Helge Birkeland                        | Rudy Zini                                   | Martin Perrillat Bottonet                   |
| 14. Dezember 2019 (Sa.)                     | Sprint (10 km)                              | Maksim Warabej                              | Fredrik Gjesbakk                            | Alexander Powarnizyn                        |
| 15. Dezember 2019 (So.)                     | Massenstart 60 (15 km)                      | Lars Helge Birkeland                        | Roman Rees                                  | Håvard Bogetveit                            |

| 3. IBU-Cup in Obertilliach, 16.–21. Dezember 2019 | 3. IBU-Cup in Obertilliach, 16.–21. Dezember 2019 | 3. IBU-Cup in Obertilliach, 16.–21. Dezember 2019 | 3. IBU-Cup in Obertilliach, 16.–21. Dezember 2019 | 3. IBU-Cup in Obertilliach, 16.–21. Dezember 2019 |
| ------------------------------------------------- | ------------------------------------------------- | ------------------------------------------------- | ------------------------------------------------- | ------------------------------------------------- |
| Datum                                             | Disziplin                                         | Erster Platz                                      | Zweiter Platz                                     | Dritter Platz                                     |
| 18. Dezember 2019 (Mi.)                           | Kurzes Einzel (15 km)                             | Serhij Semenow                                    | Lucas Fratzscher                                  | Lars Helge Birkeland                              |
| 20. Dezember 2019 (Fr.)                           | Sprint (10 km)                                    | Aleksander Fjeld Andersen                         | Paul Schommer                                     | Philipp Nawrath                                   |

| 4. IBU-Cup in Osrblie, 6.–12. Januar 2020 | 4. IBU-Cup in Osrblie, 6.–12. Januar 2020 | 4. IBU-Cup in Osrblie, 6.–12. Januar 2020 | 4. IBU-Cup in Osrblie, 6.–12. Januar 2020 | 4. IBU-Cup in Osrblie, 6.–12. Januar 2020 |
| ----------------------------------------- | ----------------------------------------- | ----------------------------------------- | ----------------------------------------- | ----------------------------------------- |
| Datum                                     | Disziplin                                 | Erster Platz                              | Zweiter Platz                             | Dritter Platz                             |
| 10. Januar 2020 (Fr.)                     | Kurzes Einzel (15 km)                     | Endre Strømsheim                          | Roman Rees                                | Kirill Strelzow                           |
| 12. Januar 2020 (So.)                     | Sprint (10 km)                            | Philipp Nawrath                           | Vítězslav Hornig                          | Roman Rees                                |

| 5. IBU-Cup in Osrblie, 13.–18. Januar 2020 | 5. IBU-Cup in Osrblie, 13.–18. Januar 2020 | 5. IBU-Cup in Osrblie, 13.–18. Januar 2020 | 5. IBU-Cup in Osrblie, 13.–18. Januar 2020 | 5. IBU-Cup in Osrblie, 13.–18. Januar 2020 |
| ------------------------------------------ | ------------------------------------------ | ------------------------------------------ | ------------------------------------------ | ------------------------------------------ |
| Datum                                      | Disziplin                                  | Erster Platz                               | Zweiter Platz                              | Dritter Platz                              |
| 17. Januar 2020 (Fr.)                      | Sprint (10 km)                             | Semjon Sutschilow                          | Sivert Guttorm Bakken                      | Endre Strømsheim                           |
| 18. Januar 2020 (Sa.)                      | Verfolgung (12,5 km)                       | Endre Strømsheim                           | Ruslan Tkalenko                            | Kirill Strelzow                            |

| 6. IBU-Cup in Martell, 3.–9. Februar 2020 | 6. IBU-Cup in Martell, 3.–9. Februar 2020 | 6. IBU-Cup in Martell, 3.–9. Februar 2020 | 6. IBU-Cup in Martell, 3.–9. Februar 2020 | 6. IBU-Cup in Martell, 3.–9. Februar 2020 |
| ----------------------------------------- | ----------------------------------------- | ----------------------------------------- | ----------------------------------------- | ----------------------------------------- |
| Datum                                     | Disziplin                                 | Erster Platz                              | Zweiter Platz                             | Dritter Platz                             |
| 8. Februar 2020 (Sa.)                     | Sprint (10 km)                            | Endre Strømsheim                          | Martin Perrillat Bottonet                 | Lucas Fratzscher                          |
| 9. Februar 2020 (So.)                     | Massenstart 60 (15 km)                    | Sturla Holm Lægreid                       | Lucas Fratzscher                          | Roman Rees                                |

| 7. IBU-Cup in Martell, 10.–16. Februar 2020 | 7. IBU-Cup in Martell, 10.–16. Februar 2020 | 7. IBU-Cup in Martell, 10.–16. Februar 2020 | 7. IBU-Cup in Martell, 10.–16. Februar 2020 | 7. IBU-Cup in Martell, 10.–16. Februar 2020 |
| ------------------------------------------- | ------------------------------------------- | ------------------------------------------- | ------------------------------------------- | ------------------------------------------- |
| Datum                                       | Disziplin                                   | Erster Platz                                | Zweiter Platz                               | Dritter Platz                               |
| 13. Februar 2020 (Do.)                      | Supersprint (5 km)                          | Vebjørn Sørum                               | Simon Schempp                               | Kirill Strelzow                             |
| 15. Februar 2020 (Sa.)                      | Sprint (10 km)                              | Jeremy Finello                              | Said Karimulla Chalili                      | Lars Helge Birkeland                        |
| 16. Februar 2020 (So.)                      | Verfolgung (12,5 km)                        | Lars Helge Birkeland                        | Erik Lesser                                 | Lucas Fratzscher                            |

| Europameisterschaften in Minsk-Raubitschy, 24. Februar – 1. März 2020 | Europameisterschaften in Minsk-Raubitschy, 24. Februar – 1. März 2020 | Europameisterschaften in Minsk-Raubitschy, 24. Februar – 1. März 2020 | Europameisterschaften in Minsk-Raubitschy, 24. Februar – 1. März 2020 | Europameisterschaften in Minsk-Raubitschy, 24. Februar – 1. März 2020 |
| --------------------------------------------------------------------- | --------------------------------------------------------------------- | --------------------------------------------------------------------- | --------------------------------------------------------------------- | --------------------------------------------------------------------- |
| Datum                                                                 | Disziplin                                                             | Erster Platz                                                          | Zweiter Platz                                                         | Dritter Platz                                                         |
| 26. Februar 2020 (Mi.)                                                | Supersprint (5 km)                                                    | Sergei Botscharnikow                                                  | Adam Václavík                                                         | Dmytro Pidrutschnyj                                                   |
| 29. Februar 2020 (Sa.)                                                | Sprint (10 km)                                                        | Matwei Jelissejew                                                     | Andrejs Rastorgujevs                                                  | Aleksander Fjeld Andersen                                             |
| 1. März 2020 (So.)                                                    | Verfolgung (12,5 km)                                                  | Sergei Botscharnikow                                                  | Sturla Holm Lægreid                                                   | Sivert Guttorm Bakken                                                 |

| 8. IBU-Cup in Minsk-Raubitschy, 2.–6. März 2020 | 8. IBU-Cup in Minsk-Raubitschy, 2.–6. März 2020 | 8. IBU-Cup in Minsk-Raubitschy, 2.–6. März 2020 | 8. IBU-Cup in Minsk-Raubitschy, 2.–6. März 2020 | 8. IBU-Cup in Minsk-Raubitschy, 2.–6. März 2020 |
| ----------------------------------------------- | ----------------------------------------------- | ----------------------------------------------- | ----------------------------------------------- | ----------------------------------------------- |
| Datum                                           | Disziplin                                       | Erster Platz                                    | Zweiter Platz                                   | Dritter Platz                                   |
| 4. März 2020 (Mi.)                              | Sprint (10 km)                                  | Sivert Guttorm Bakken                           | Maksim Warabej                                  | Endre Strømsheim                                |
| 5. März 2020 (Do.)                              | Sprint (10 km)                                  | Sivert Guttorm Bakken                           | Lars Helge Birkeland                            | Emilien Claude                                  |
| 6. März 2020 (Fr.)                              | Massenstart 60 (15 km)                          | Sivert Guttorm Bakken                           | Lars Helge Birkeland                            | Vasilii Tomshin                                 |

## Mixed
| 3. IBU-Cup in Obertilliach, 16.–21. Dezember 2019 | 3. IBU-Cup in Obertilliach, 16.–21. Dezember 2019 | 3. IBU-Cup in Obertilliach, 16.–21. Dezember 2019             | 3. IBU-Cup in Obertilliach, 16.–21. Dezember 2019             | 3. IBU-Cup in Obertilliach, 16.–21. Dezember 2019             |
| ------------------------------------------------- | ------------------------------------------------- | ------------------------------------------------------------- | ------------------------------------------------------------- | ------------------------------------------------------------- |
| Datum                                             | Disziplin                                         | Erster Platz                                                  | Zweiter Platz                                                 | Dritter Platz                                                 |
| 21. Dezember 2019 (Sa.)                           | Single-Mixed-Staffel (W-M) (6 km + 7,5 km)        | DeutschlandStefanie Scherer Lucas Fratzscher                  | RusslandAnastassija Porschnewa Alexander Powarnizyn           | NorwegenKaroline Erdal Sindre Fjellheim Jorde                 |
| 21. Dezember 2019 (Sa.)                           | Mixed-Staffel (W-M) (4 × 6 km)                    | Wettkampf wegen Problemen mit der Stromversorgung abgebrochen | Wettkampf wegen Problemen mit der Stromversorgung abgebrochen | Wettkampf wegen Problemen mit der Stromversorgung abgebrochen |

| 5. IBU-Cup in Osrblie, 13.–18. Januar 2020 | 5. IBU-Cup in Osrblie, 13.–18. Januar 2020 | 5. IBU-Cup in Osrblie, 13.–18. Januar 2020                                      | 5. IBU-Cup in Osrblie, 13.–18. Januar 2020                                      | 5. IBU-Cup in Osrblie, 13.–18. Januar 2020                                  |
| ------------------------------------------ | ------------------------------------------ | ------------------------------------------------------------------------------- | ------------------------------------------------------------------------------- | --------------------------------------------------------------------------- |
| Datum                                      | Disziplin                                  | Erster Platz                                                                    | Zweiter Platz                                                                   | Dritter Platz                                                               |
| 15. Januar 2020 (Mi.)                      | Single-Mixed-Staffel (M-W) (6 km + 7,5 km) | NorwegenEndre Strømsheim Karoline Erdal                                         | FrankreichAristide Bègue Lou Jeanmonnot                                         | UkraineWitalij Trusch Julija Schurawok                                      |
| 15. Januar 2020 (Mi.)                      | Mixed-Staffel (M-W) (4 × 7,5 km)           | RusslandWadim Filimonow Semjon Sutschilow Jekaterina Glasyrina Wiktorija Sliwko | DeutschlandLucas Fratzscher Florian Hollandt Franziska Hildebrand Vanessa Voigt | NorwegenSindre Pettersen Håvard Bogetveit Ida Lien Emilie Ågheim Kalkenberg |

| Europameisterschaften in Minsk-Raubitschy, 24. Februar – 1. März 2020 | Europameisterschaften in Minsk-Raubitschy, 24. Februar – 1. März 2020 | Europameisterschaften in Minsk-Raubitschy, 24. Februar – 1. März 2020     | Europameisterschaften in Minsk-Raubitschy, 24. Februar – 1. März 2020           | Europameisterschaften in Minsk-Raubitschy, 24. Februar – 1. März 2020        |
| --------------------------------------------------------------------- | --------------------------------------------------------------------- | ------------------------------------------------------------------------- | ------------------------------------------------------------------------------- | ---------------------------------------------------------------------------- |
| Datum                                                                 | Disziplin                                                             | Erster Platz                                                              | Zweiter Platz                                                                   | Dritter Platz                                                                |
| 27. Februar 2020 (Do.)                                                | Single-Mixed-Staffel (W-M) (6 km + 7,5 km)                            | NorwegenKaroline Erdal Endre Strømsheim                                   | DeutschlandStefanie Scherer Justus Strelow                                      | UkraineAnastassija Merkuschyna Ruslan Tkalenko                               |
| 27. Februar 2020 (Do.)                                                | Mixed-Staffel (W-M) (4 × 6 km)                                        | UkraineWalentyna Semerenko Julija Dschyma Artem Pryma Dmytro Pidrutschnyj | RusslandKristina Reszowa Wiktorija Sliwko Eduard Latypow Said Karimulla Chalili | NorwegenÅsne Skrede Ida Lien Sivert Guttorm Bakken Aleksander Fjeld Andersen |